# موناي
موناي (بالفرنسية: Monay)‏ هي بلدية تقع في فرنسا في Canton of Sellières. يقدر عدد سكانها بـ 158 نسمة ومساحتها 2.50 كم2 .